# Yamato Tetsu
Tetsu Yamato (sinh ngày 30 tháng 5 năm 1978) là một cầu thủ bóng đá người Nhật Bản.

## Sự nghiệp câu lạc bộ
Tetsu Yamato đã từng chơi cho Cerezo Osaka.